# 386618 Accomazzo
386618 Accomazzo este o planetă minoră (asteroid), cu un diametru de 1,396 km, din centura de asteroizi. A fost descoperită pe 13 septembrie 2009 la Observatorio del Teide⁠(d) de . 
Obiectul prezintă o orbită caracterizată de o semiaxă mare de 2,2702503137627 UAi, o excentricitate de 0,15671284724005, o înclinație de 3,6025502138971 ° în raport cu ecliptica.